# Gjerdingenite-Fe
La gjerdingenite-Fe è un minerale appartenente al gruppo della kuzmenkoite.